# Fairlee (condado de Orange)
Fairlee es un lugar designado por el censo ubicado en el condado de Orange en el estado estadounidense de Vermont. En el año 2000 tenía una población de 189 habitantes.

## Geografía
Fairlee se encuentra ubicado en las coordenadas 43°54′14″N 72°9′3″O / 43.90389, -72.15083.